# Gabriela Moreschi
Gabriela Moreschi (n. 8 iulie 1994, Maringá, Paraná, Brazilia) este o handbalistă din Brazilia cu cetățenie braziliană și portugheză care evoluează pe postul de portar pentru clubul românesc CSM București și echipa națională a Braziliei. Anterior, în sezonul 2018-2019, ea a jucat pentru altă echipă românească CS Măgura Cisnădie.
Alături de SG BBM Bietigheim, Gabriela Moreschi a câștigat ediția 2021-2022 a Ligii Europene, competiția care a înlocuit Cupa EHF.

## Palmares
- Jocurile Panamericane:
  -  Câștigătoare: 2023

- Jocurile Sud-Americane:
  -  Câștigătoare: 2018

- Campionatul Central și Sud-American:
  -  Câștigătoare: 2018, 2021, 2022

- Liga Campionilor:
  -  Finalistă: 2024
  - Sfertfinalistă: 2017
  - Grupe: 2018, 2023

- Liga Europeană:
  -  Câștigătoare: 2022
  - Grupe: 2021

- Cupa EHF:
  - Sfertfinalistă: 2018
  - Grupe: 2019

- Campionatul Norvegiei:
  -  Câștigătoare: 2017
  -  Medalie de argint: 2018

- Cupa Norvegiei:
  -  Câștigătoare: 2016
  - Semifinalistă: 2017

- Campionatul Germaniei:
  -  Câștigătoare: 2022, 2023, 2024

- Cupa Germaniei:
  -  Câștigătoare: 2022, 2023
  -  Finalistă: 2024

- Supercupa Germaniei:
  -  Câștigătoare: 2021, 2022, 2023

- Cupa României:
  - Semifinalistă: 2019

- Supercupa României:
  -  Câștigătoare: 2024

## Distincții individuale
- Cel mai bun portar a Turneului Final Four a Supercupei României: 2024;[13]

## Galerie de imagini

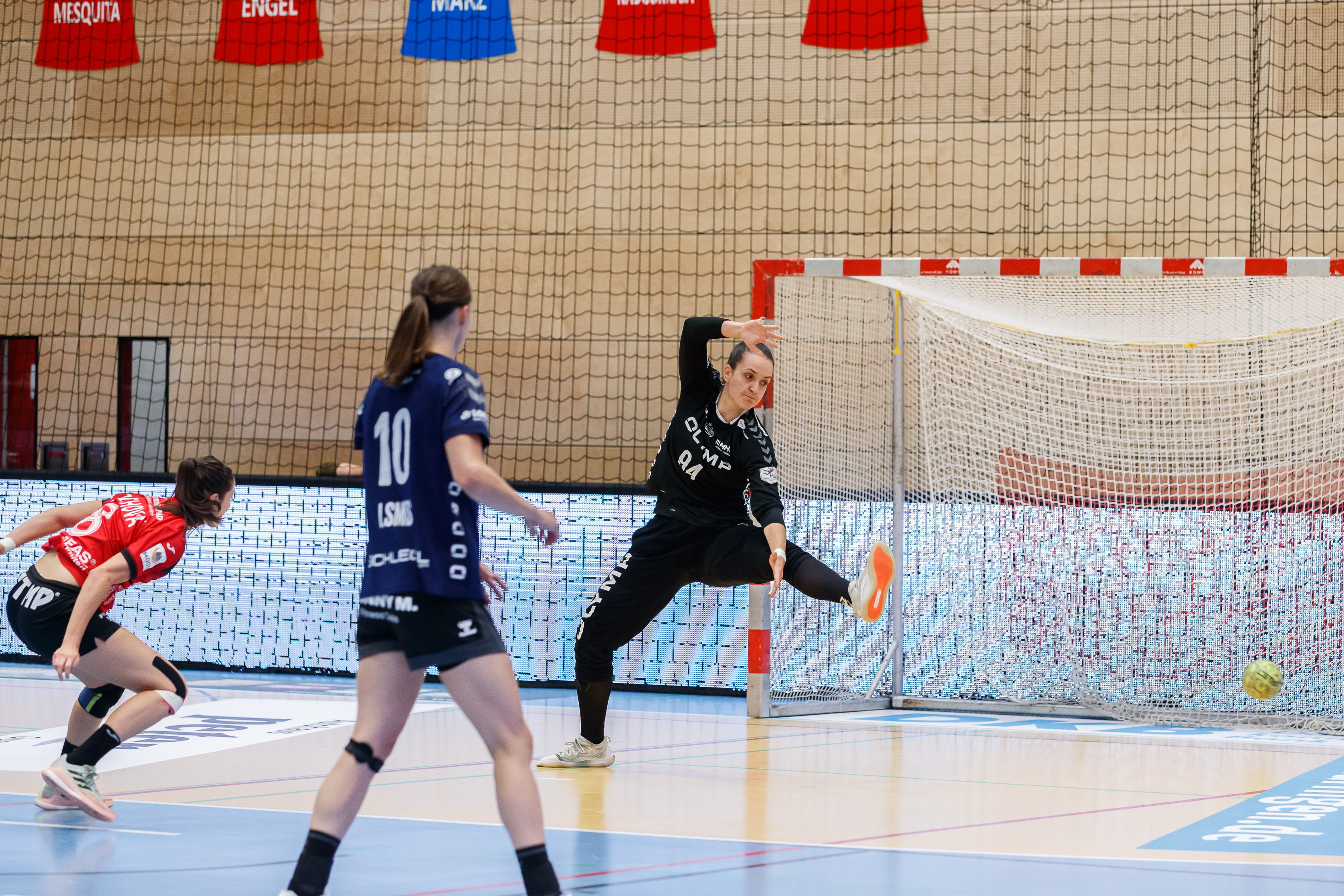
Gabriela Moreschi, 29 septembrie 2021. Moreschi (nr. 94, în negru și alb) în timpul partidei dintre Thüringer HC și SG BBM Bietigheim din cadrul Campionatului Germaniei ediția 2021-2022, desfășurată în Salzahalle din Bad Langensalza.
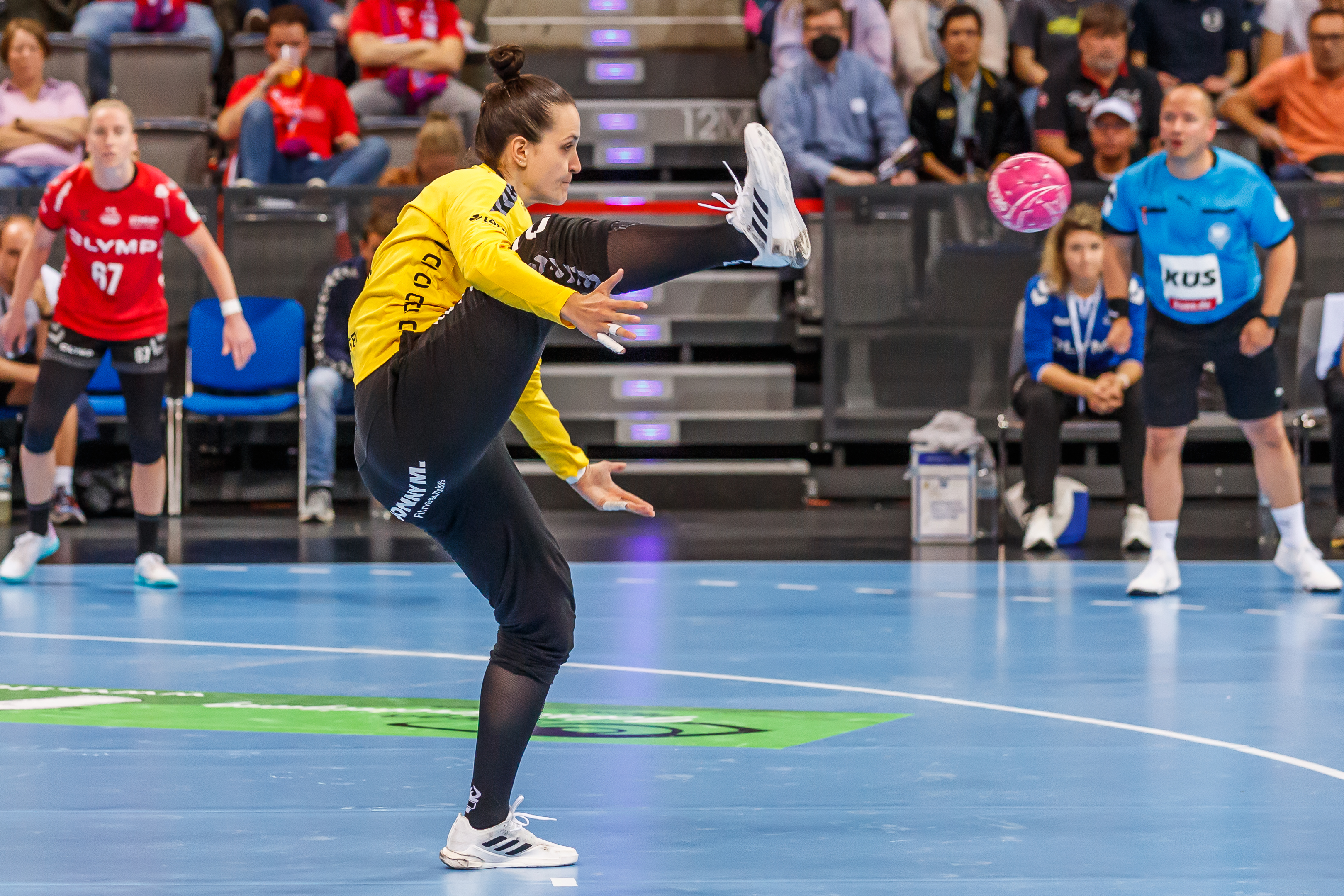
Gabriela Moreschi, 29 mai 2022. Moreschi (nr. 94, în negru, galben și alb) în timpul partidei dintre VfL Oldenburg și SG BBM Bietigheim, finala din cadrul Turneului Final Four a Cupei Germaniei ediția 2021-2022 desfășurat în Porsche-Arena din Stuttgart între 28 și 29 mai 2022.
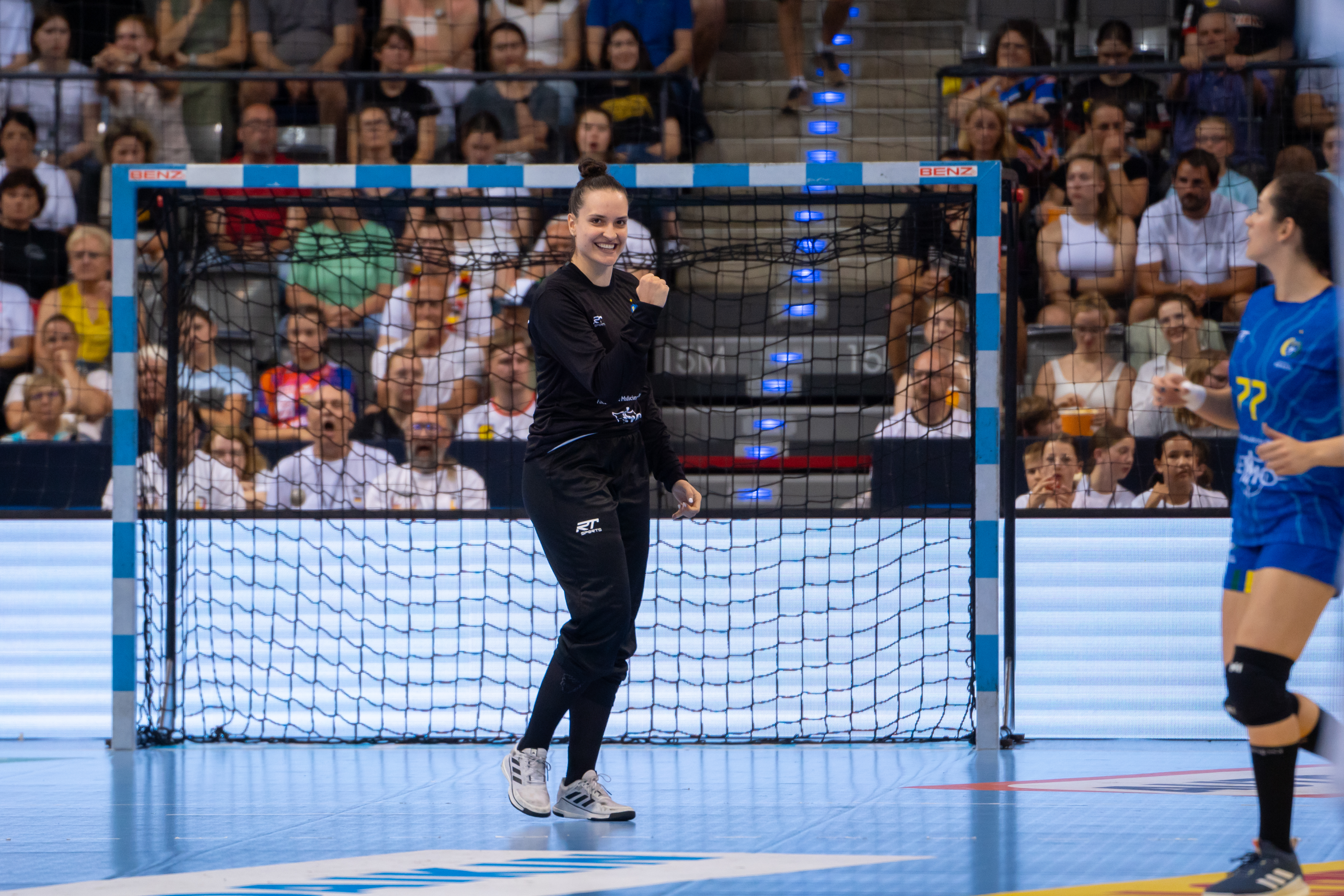
Gabriela Moreschi, 21 iulie 2024. Moreschi (nr. 1, în negru și alb) în timpul partidei amicale dintre Germania și Brazilia desfășurată în Porsche-Arena din Stuttgart.
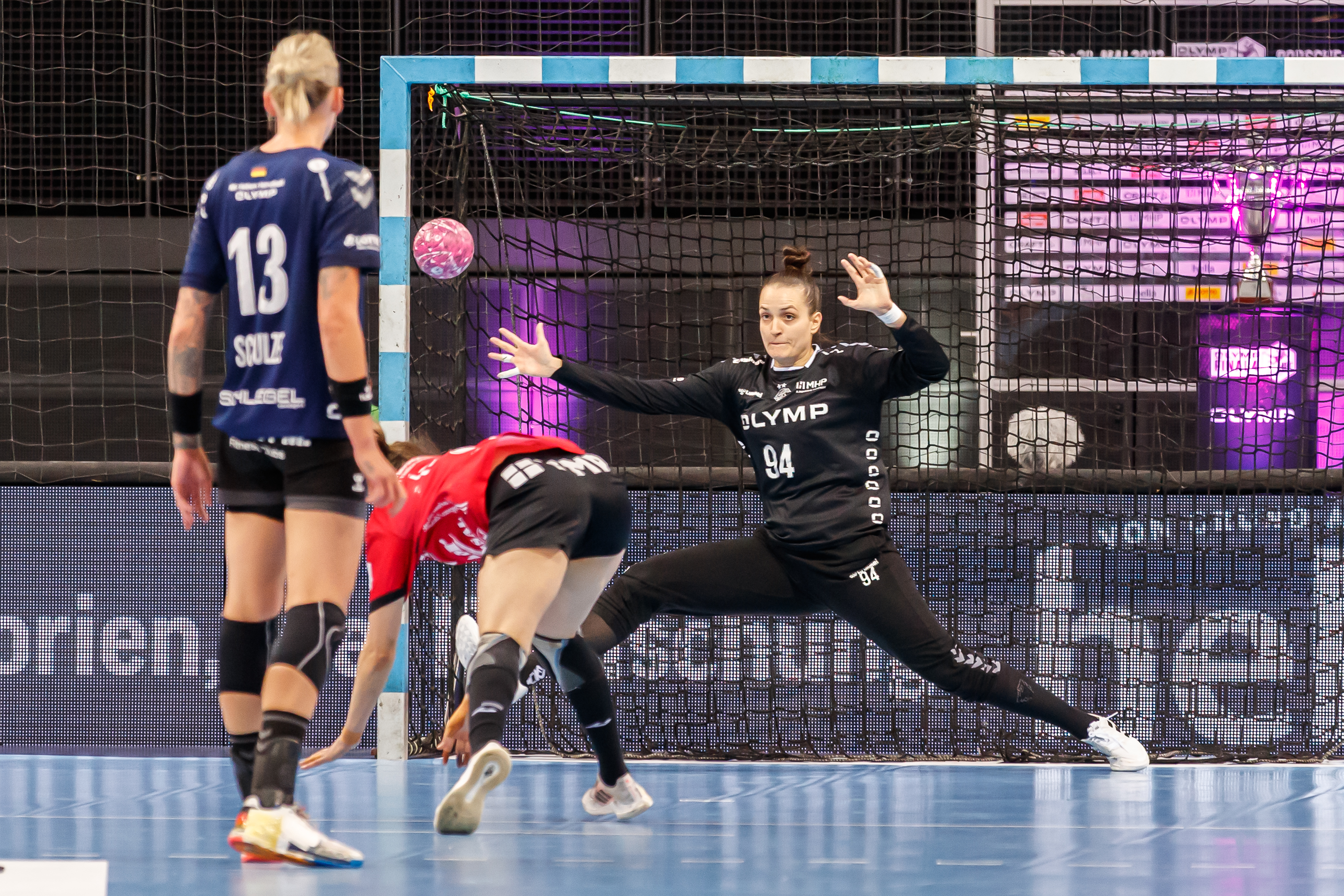
Gabriela Moreschi, 28 mai 2022. Moreschi (nr. 94, în negru și alb) în timpul partidei dintre Thüringer HC și SG BBM Bietigheim, cea de a doua semifinală din cadrul Turneului Final Four a Cupei Germaniei ediția 2021-2022 desfășurat în Porsche-Arena din Stuttgart între 28 și 29 mai 2022.
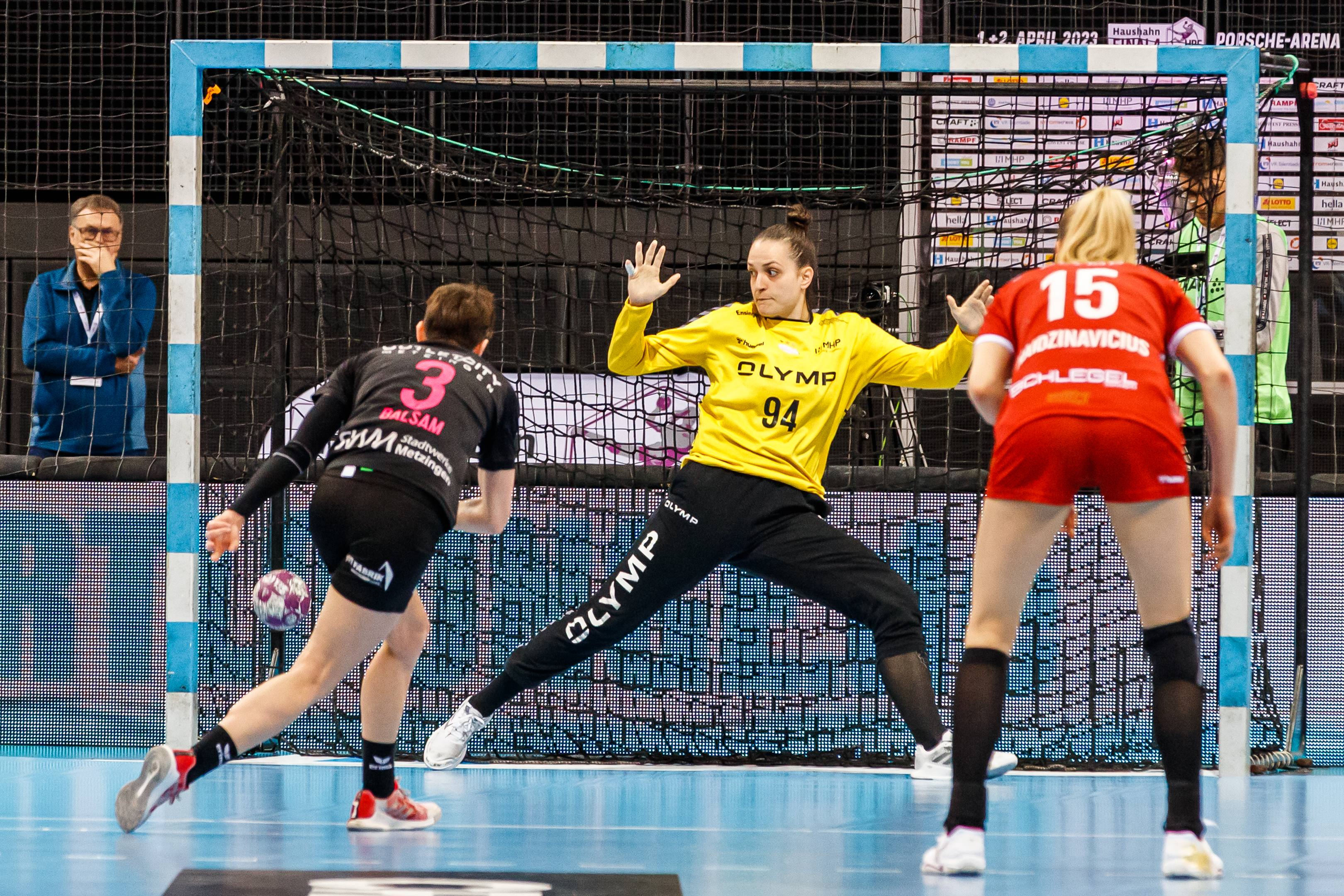
Gabriela Moreschi, 1 aprilie 2023. Moreschi (nr. 94, negru, galben și alb) în timpul partidei dintre TuS Metzingen și SG BBM Bietigheim, prima semifinală din cadrul Turneului Final Four a Cupei Germaniei ediția 2022-2023 desfășurat în Porsche-Arena din Stuttgart între 1 și 2 aprilie 2023.